# Großsteingrab Schiepzig
Das Großsteingrab Schiepzig (auch Großsteingrab Lettin oder Conradshog genannt) war eine jungsteinzeitliche megalithische Grabanlage bei Schiepzig, einem Ortsteil der Gemeinde Salzatal im Saalekreis, Sachsen-Anhalt. Die Anlage wurde 1825 archäologisch untersucht und später zerstört.

## Lage
Die genaue Lage des Grabes ist nicht bekannt. Es ist nur überliefert, dass es sich irgendwo am Hochufer der Saale zwischen Schiepzig und Lettin befunden hat. Daher wird es in der Literatur teilweise unter Schiepzig, teilweise unter Lettin geführt. Dies führte dazu, dass Hermann Behrens irrtümlich für beide Orte die Existenz eines Großsteingrabes annahm.

## Beschreibung
Die 1825 durch den Amtsrat Bartels ausgegrabene Anlage besaß eine ost-westlich orientierte, längliche Hügelschüttung, welche eine ebenso orientierte Grabkammer enthielt. Diese war ebenerdig aus Sandsteinplatten errichtet und hatte eine Länge von 5 m sowie eine Breite von 2 m. Es dürfte sich um einen Großdolmen gehandelt haben. Der Boden der Kammer war mit einer Schicht aus mit Asche vermischter Erde bedeckt. Skelettreste wurden nicht festgestellt. An Grabbeigaben wurden zahlreiche Keramikgefäße, Äxte aus Felsgestein, eine Feuerstein-Klinge und ein quergelochter Schuhleistenkeil gefunden. Bei den noch erhaltenen Gefäßen handelt es sich um fünf Tassen, eine Trichterschale und einen Napf, die alle der spätneolithischen Bernburger Kultur zuzuordnen sind. Weiterhin wurde eine mit Leichenbrand gefüllte Urne gefunden, die als Nachbestattung während der späten Bronzezeit in den Hügel gelangt war. Alle Funde befinden sich heute im Landesmuseum für Vorgeschichte in Halle (Saale).